# Poa babiogorensis
Poa babiogorensis — вид квіткових рослин родини злакових (Poaceae). Ареал: Польща (Баб'я Гора). Це багаторічник, що росте переважно в помірному біомі.